# Олимпийские игры
Олимпи́йские и́гры (греч. Ολυμπιακοί αγώνες, фр. Jeux olympiques, англ. Olympic Games) — крупнейшие международные комплексные спортивные соревнования, которые проводят раз в четыре года под эгидой Международного олимпийского комитета (МОК).
Медаль, завоёванная на Олимпийских играх, считается одним из наивысших достижений в спорте.
Традиция проведения Олимпийских игр, существовавшая в Древней Греции, зародилась как часть религиозного культа. Античные Олимпийские игры проводились в Олимпии, считавшейся у греков священным местом. От Олимпии произошло и название игр. В период с 776 года до н. э. по 393 год н. э. было проведено 292 Олимпиады. Проведение 293-й Олимпиады было отменено императором Римской империи Феодосием I, а Олимпийские игры были запрещены как языческие.
Современные Олимпийские игры были возрождены в конце XIX века французским общественным деятелем Пьером де Кубертеном. Олимпийские игры, известные также как летние Олимпийские игры, проводили каждые четыре года, начиная с 1896 года, за исключением лет, пришедшихся на мировые войны (1-я и 2-я). В 1924 году были учреждены зимние Олимпийские игры, которые первоначально проводили в тот же год, что и летние. Однако, начиная с 1994 года, время проведения зимних Олимпийских игр сдвинуто на два года относительно времени проведения летних игр.
Спустя несколько дней после проведения Олимпийских игр на тех же спортивных сооружениях принимают Паралимпийские игры для людей с ограниченными возможностями.

## В Античности
Олимпийские игры Древней Греции представляли собой религиозный и спортивный праздник, проводившийся в Олимпии. Сведения о происхождении игр утеряны, но сохранилось несколько мифов, описывающих это событие (по преданию игры были учреждены Гераклом). Из истории к нам дошло множество документов, строений и скульптур того периода. Первое документально подтверждённое празднование относят к 776 году до н. э. На время проведения Игр объявляли священное перемирие, в это время нельзя было вести войну, хотя данное правило неоднократно нарушали. Олимпийские игры существенно потеряли своё значение с приходом римлян. После второй половины III века популярность игр начала снижаться, в 394 году при императоре Феодосии I были проведены последние задокументированные игры, однако фактически они всё равно продолжались до эпохи правления императора Византии Феодосия II, когда в результате сильного пожара сгорел храм Зевса в Олимпии в 426 году.

## Возрождение Олимпийских игр
Олимпийская идея и после прекращения античных состязаний не исчезла насовсем. Например, в Англии в течение XVII века неоднократно проводили «олимпийские» соревнования и состязания. Позже похожие соревнования организовывали во Франции (см. Олимпиада Республики) и Греции. Тем не менее, это были небольшие мероприятия, носившие, в лучшем случае, региональный характер. Первыми настоящими предшественниками современных Олимпийских игр являются «Олимпии», которые проводили регулярно в период 1859—1888 годов. Идея возрождения Олимпийских игр в Греции принадлежала поэту Панайотису Суцосу, воплотил её в жизнь общественный деятель Евангелис Заппас.
В 1866 году, в результате археологических раскопок в Олимпии, были обнаружены спортивные и храмовые сооружения. В 1875 году археологические исследования и раскопки продолжили под немецким руководством. В то время в Европе были в моде романтическо-идеалистические представления об античности. Желание возродить олимпийское мышление и культуру распространили довольно быстро по всей Европе. Французский барон Пьер де Кубертен (Pierre de Coubertin), осмысливая впоследствии вклад Франции, сказал: «Германия раскопала то, что осталось от древней Олимпии. Почему Франция не может восстановить старое величие?».
По мнению Кубертена, именно слабая физическая подготовка французских солдат стала одной из причин поражения французов во франко-прусской войне 1870—1871 годов. Он стремился изменить положение с помощью физической культуры (la culture physique) французов. Одновременно с этим он хотел преодолеть национальный эгоизм и внести вклад в борьбу за мир и международное взаимопонимание. «Молодёжь мира» должна была мериться силами в спортивных состязаниях, а не на полях битв. Возрождение Олимпийских игр казалось в его глазах лучшим решением, чтобы достичь обеих целей.
На конгрессе, проведённом 16—23 июня 1894 года в Сорбонне, он представил свои мысли и идеи международной публике. В последний день конгресса было принято решение о том, что первые Олимпийские игры современности должны состояться в 1896 году в Афинах, стране-родоначальнице Игр, Греции. Чтобы организовать проведение Игр, был основан Международный олимпийский комитет (МОК). Первым президентом МОК стал грек Деметриус Викелас, который был президентом до окончания I Олимпийских игр 1896 года. Генеральным секретарём стал барон Пьер де Кубертен.
Первые Игры современности прошли с большим успехом. Несмотря на то, что участие в Играх приняли всего 241 атлетов (14 стран), Игры стали крупнейшим спортивным событием, прошедшим когда-либо со времён Древней Греции. В заплыве на 100 м приняли участие военные моряки греческой армии. Греческие официальные лица были так довольны, что выдвинули предложение о «вечном» проведении Игр Олимпиады на их родине, в Греции. Но МОК ввёл ротацию между разными государствами, чтобы каждые четыре года Игры меняли место проведения.
После первого успеха олимпийское движение испытало и первый кризис. II Олимпийские игры 1900 года в Париже (Франция) и III Олимпийские игры 1904 года в Сент-Луисе (США) были совмещены со Всемирными выставками. Спортивные соревнования тянулись месяцами и почти не пользовались интересом у зрителей. На Олимпиаде-1900 в Париже впервые участвовали женщины и команда Российской империи. На Олимпиаде-1904 в Сент-Луисе участвовали почти исключительно американские спортсмены, так как из Европы добраться через океан в те годы было очень сложно по техническим причинам.
На внеочередных Олимпийских играх 1906 года в Афинах (Греция) вновь вышли на первое место спортивные соревнования и достижения. Хотя МОК первоначально признавал и поддерживал проведение этих «промежуточных Игр» (всего через два года после предыдущих), сейчас эти Игры не признаются олимпийскими. Некоторые спортивные историки считают Игры 1906 спасением олимпийской идеи, так как они не дали играм стать «бессмысленными и ненужными».

## Современные Олимпийские игры

### Правила
Принципы, правила и положения Олимпийских игр определены Олимпийской хартией, основы которой утверждены Международным спортивным конгрессом в Париже в 1894 году, принявшим по предложению французского педагога и общественного деятеля Пьера де Кубертена решение об организации Игр по образцу античных и о создании Международного олимпийского комитета (МОК). Согласно хартии, Олимпийские игры «…объединяют спортсменов всех стран в честных и равноправных соревнованиях. По отношению к странам и отдельным лицам не допускается никакой дискриминации по расовым, религиозным или политическим мотивам…». Помимо олимпийских видов спорта, организационный комитет имеет право по своему выбору включить в программу показательные соревнования по 1-2 видам спорта, не признанным МОК.
Игры Олимпиад, известные также как летние Олимпийские игры, проводятся в первый год четырёхлетнего (Олимпийского) цикла. Счёт олимпиадам ведётся с 1896 года, когда состоялись первые Олимпийские игры (I Олимпиада — 1896-99). Олимпиада получает свой номер и в тех случаях, когда игры не проводятся (например, VI — в 1916-19, XII-1940-43, XIII — 1944-47). Термин «Олимпиада» официально означает четырёхлетний цикл, однако неофициально часто используется вместо названия «Олимпийские игры». В тех же годах, что и игры Олимпиад, с 1924 года проводились зимние Олимпийские игры (официально — Олимпийские зимние игры), которые имеют свою нумерацию. В нумерации зимних Олимпийских игр пропущенные игры не учитывают (за IV играми 1936 года последовали V игры 1948 года). Начиная с 1994 года сроки проведения зимних Олимпийских игр были сдвинуты на два года относительно летних.
Место проведения Олимпиады выбирает МОК, право их организации предоставляется городу, а не стране. Продолжительность Игр — в среднем 16-18 дней. С учётом климатических особенностей разных стран летние Игры могут быть проведены не только в «летние месяцы». Так, XXVII летние Олимпийские игры 2000 года в Сиднее (Австралия), в силу расположения Австралии в Южном полушарии, где лето начинается в декабре, были проведены в сентябре, то есть весной. Также XXXI летние Олимпийские игры 2016 года в Рио-де-Жанейро проходили в Бразилии в августе, зимнем месяце в Южном полушарии. Это были первые Олимпийские игры в Южной Америке.
С 1932 года город-организатор строит «Олимпийскую деревню» — комплекс жилых помещений для участников Игр.

### Медальный зачёт
Согласно уставу, Олимпийские игры являются соревнованиями между отдельными спортсменами, а не между национальными командами. Однако, с 1908 года получил распространение неофициальный общекомандный зачёт — определение места, занятого командами, по количеству очков, начисляемых за первые три места, которые займёт их команда. Начиная с игр 1924 года набрала популярность схема, согласно которой очки начислялись за первые шесть мест (по числу финалистов в отдельных дисциплинах Олимпийской программы), часто по системе 7—5—4—3—2—1.
С 1988 года распространение получил медальный зачёт, при котором места команд сначала распределяются по количеству золотых медалей, затем места команд с равным количеством золотых медалей выстраиваются по количеству серебряных медалей. При равном количестве золотых и серебряных медалей места команд выстраиваются по количеству бронзовых медалей. Это соответствует тому, что звание чемпиона Олимпийских игр даётся на все времена и звания экс-чемпиона Олимпийских игр не существует.

### Символы и ритуалы
Символ Олимпийских игр — пять скреплённых колец, символизирующих объединение пяти обитаемых частей света в олимпийском движении. Цвет колец в верхнем ряду — голубой, чёрный и красный, в нижнем ряду — жёлтый и зелёный. Вопреки распространённой версии, каждое из колец не относится к какому-то конкретному континенту. Олимпийское движение имеет свои эмблему и флаг, утверждённые МОК по предложению Кубертена в 1913 году. Эмблема — олимпийские кольца. Девиз — лат. Citius, Altius, Fortius — Communis («быстрее, выше, сильнее — вместе»). Флаг — белое полотнище с олимпийскими кольцами, поднимается на всех Играх, начиная с VII Олимпийских игр 1920 года в Антверпене (Бельгия), где также впервые стала даваться олимпийская клятва. Парад национальных команд под флагами при открытии Игр проводится начиная c IV Олимпийских игр 1908 года в Лондоне (Великобритания). С Олимпиады-1936 в Берлине (Германия) проводится эстафета олимпийского огня. Олимпийские талисманы впервые появились на летних и зимних Играх 1968 года неофициально, а утверждаются с Олимпиады 1972 года.
Среди традиционных ритуалов Игр (в порядке их проведения):
- грандиозные и красочные церемонии открытия и закрытия Игр. К разработке сценариев этих зрелищ из года в год привлекают лучших из лучших со всего мира (сценаристов, организаторов массовых шоу, специалистов по спецэффектам). Многие известные певцы, актёры и другие весьма именитые персоны стремятся принять участие в этом зрелище. Трансляции этих событий каждый раз бьют рекорды зрительского интереса. Каждая страна-организатор Олимпиады стремится превзойти по размаху и красоте этих церемоний всех предыдущих. Сценарии церемоний держатся в строжайшей тайне вплоть до их начала. Церемонии проходят на центральных стадионах с большой вместимостью, там же где проводятся соревнования по лёгкой атлетике (исключение — Летние Олимпийские игры 2016, где центральный стадион, принимал футбольные финалы, без лёгкой атлетики);
- открытие и закрытие начинаются с театрализованного представления, которое должно представить зрителям облик страны и города, познакомить с их историей и культурой;
- торжественный проход спортсменов и членов делегаций по центральному стадиону. Спортсмены из каждой страны идут отдельной группой. Традиционно первой идёт делегация спортсменов Греции, страны-родоначальницы Игр. Прочие группы идут в порядке, соответствующем алфавитному порядку названий стран на языке страны-хозяйки игр (или же на официальном языке МОК — французском или английском; на Олимпийских играх 2008 года в Пекине вместо алфавитного порядка использовалось количество штрихов в иероглифах, обозначающих страну-участницу). Впереди каждой группы идёт представитель принимающей страны, несущий табличку с названием соответствующей страны на языке страны-хозяйки Игр и на официальных языках МОК. За ним во главе группы идёт знаменосец, обычно спортсмен, участвующий в играх, несущий флаг своей страны. Право несения флага является весьма почётным для спортсменов. Как правило, это право доверяют самым титулованным и уважаемым спортсменам;
- произнесение приветственных речей президентом МОК (обязательно), а также председателем оргкомитета или иным официальным представителем принимающего государства. Официальное открытие игр (обычно главой государства) фразой: «(порядковый номер игр) летние (зимние) Олимпийские игры объявляю открытыми». После чего, как правило производится орудийный залп и множество залпов салюта и фейерверка;
- поднятие флага Греции как страны-родоначальницы Игр с исполнением её национального гимна (на закрытии);
- поднятие флага страны-хозяйки Игр с исполнением её национального гимна;
- произнесение одним из выдающихся спортсменов страны, в которой происходит Олимпиада, олимпийской клятвы от имени всех участников игр о честной борьбе в соответствии с правилами и принципами спорта и олимпийским духом (последние годы также непременно произносятся слова о неприменении запрещённых препаратов — допинга);
- произнесение несколькими судьями от имени всех судей клятвы о беспристрастном судействе. С 2012 года также произносится клятва от имени тренеров и окружения спортсменов;
- поднятие Олимпийского флага с исполнением официального Олимпийского гимна;
- иногда — поднятие Флага мира (голубое полотнище, на котором изображён белый голубь, держащий в клюве оливковую ветвь — два традиционных символа мира), символизирующее традицию прекращать на время игр все вооружённые конфликты;
- венчает церемонию открытия зажжение олимпийского огня. Огонь зажигается от солнечных лучей в Олимпии (Греция) в Храме языческого греческого бога Аполлона (в Древней Греции Аполлона считали покровителем игр). «Верховная жрица» Гера произносит молитву такого содержания: «Аполлон, бог солнца и идеи света, пошли свои лучи и зажги священный факел для гостеприимного города … (название города)»[7];

Эстафета олимпийского огня проходила до 2008 года включительно по всему миру. Теперь в целях антитеррористической кампании факел несут только по стране, в которой проходят Игры. Из страны в страну огонь доставляется на самолётах, и в каждой стране спортсмен или иной деятель этой страны пробегает свою часть эстафеты, чтобы передать огонь дальше. Эстафета вызывает большой интерес во всех странах, через которые лежит путь олимпийского огня. Пронести факел считается большой честью. Первая часть эстафеты проходит по городам Греции. Последняя по городам страны-хозяйки Игр. В день открытия игр факел доставляется в город-организатор. Спортсмены этой страны доставляют факел на центральный стадион в самом конце церемонии. На стадионе факел проносится по кругу несколько раз переходя из рук в руки, пока не будет отдан спортсмену, которому доверено право зажжения олимпийского огня. Это право является наиболее почётным. Огонь поджигается в специальной чаше, дизайн которой является уникальным для каждой Олимпиады. Также организаторы всегда стараются придумать оригинальный и интересный способ зажжения. Чаша располагается высоко над стадионом. Огонь должен гореть в течение всей Олимпиады и гасится в конце церемонии закрытия;
- вручение победителям и призёрам соревнований медалей на специальном подиуме с поднятием государственных флагов и исполнением национального гимна в честь победителей;
- во время церемонии закрытия также проходит театрализованное представление — прощание с Олимпиадой, проход участников, речь президента МОК и представителя страны-хозяйки. Однако о закрытии Олимпиады объявляет уже президент МОК. Далее следует исполнение гимна страны и Олимпийского гимна, при этом флаги спускаются. Представитель страны-хозяйки торжественно передаёт олимпийский флаг президенту МОК, который в свою очередь передаёт его представителю оргкомитета следующей олимпиады. После этого следует небольшое представление следующего города, принимающего Игры. В конце церемонии олимпийский огонь медленно гаснет под лирическую музыку.

Организаторы Игр разрабатывают символику олимпиады — официальную эмблему и талисман Игр. Эмблема обычно имеет уникальный дизайн, стилизованный в соответствии с особенностями данной страны. Эмблема и талисман Игр являются неотъемлемой частью сувенирной продукции, выпускаемой в преддверии Игр в большом количестве. Доходы от продаж сувениров могут составить немалую часть доходов от Олимпиады, однако не всегда они покрывают расходы.

### Призёры летних Олимпийских игр в общекомандном зачёте
| Номер Олимпиады | Год и место                    | 1-е место                                      | 2-е место                                      | 3-е место                                      | Подробнее                                      |
| --------------- | ------------------------------ | ---------------------------------------------- | ---------------------------------------------- | ---------------------------------------------- | ---------------------------------------------- |
| I               | 1896 Афины                     | США                                            | Греция                                         | Германия                                       | зачёт                                          |
| II              | 1900 Париж                     | Франция                                        | США                                            | Великобритания                                 | зачёт                                          |
| III             | 1904 Сент-Луис                 | США                                            | Германия                                       | Куба                                           | зачёт                                          |
| IV              | 1908 Лондон                    | Великобритания                                 | США                                            | Швеция                                         | зачёт                                          |
| V               | 1912 Стокгольм                 | США                                            | Швеция                                         | Великобритания                                 | зачёт                                          |
| VI              | 1916 Берлин                    | Отменены из-за Первой мировой войны            | Отменены из-за Первой мировой войны            | Отменены из-за Первой мировой войны            | Отменены из-за Первой мировой войны            |
| VII             | 1920 Антверпен                 | США                                            | Швеция                                         | Великобритания                                 | зачёт                                          |
| VIII            | 1924 Париж                     | США                                            | Финляндия                                      | Франция                                        | зачёт                                          |
| IX              | 1928 Амстердам                 | США                                            | Германия                                       | Финляндия                                      | зачёт                                          |
| X               | 1932 Лос-Анджелес              | США                                            | Италия                                         | Франция                                        | зачёт                                          |
| XI              | 1936 Берлин                    | Германия                                       | США                                            | Венгрия                                        | зачёт                                          |
| XII             | 1940 Токио (до 1938) Хельсинки | Отменены из-за Второй мировой войны            | Отменены из-за Второй мировой войны            | Отменены из-за Второй мировой войны            | Отменены из-за Второй мировой войны            |
| XIII            | 1944 Лондон                    | Отменены из-за Второй мировой войны            | Отменены из-за Второй мировой войны            | Отменены из-за Второй мировой войны            | Отменены из-за Второй мировой войны            |
| XIV             | 1948 Лондон                    | США                                            | Швеция                                         | Франция                                        | зачёт                                          |
| XV              | 1952 Хельсинки                 | США                                            | СССР                                           | Венгрия                                        | зачёт                                          |
| XVI             | 1956 Мельбурн                  | СССР                                           | США                                            | Австралия                                      | зачёт                                          |
| XVII            | 1960 Рим                       | СССР                                           | США                                            | Италия                                         | зачёт                                          |
| XVIII           | 1964 Токио                     | США                                            | СССР                                           | Япония                                         | зачёт                                          |
| XIX             | 1968 Мехико                    | США                                            | СССР                                           | Япония                                         | зачёт                                          |
| XX              | 1972 Мюнхен                    | СССР                                           | США                                            | ГДР                                            | зачёт                                          |
| XXI             | 1976 Монреаль                  | СССР                                           | ГДР                                            | США                                            | зачёт                                          |
| XXII            | 1980 Москва                    | СССР                                           | ГДР                                            | Болгария                                       | зачёт                                          |
| XXIII           | 1984 Лос-Анджелес              | США                                            | Румыния                                        | ФРГ                                            | зачёт                                          |
| XXIV            | 1988 Сеул                      | СССР                                           | ГДР                                            | США                                            | зачёт                                          |
| XXV             | 1992 Барселона                 | Объединённая команда                           | США                                            | Германия                                       | зачёт                                          |
| XXVI            | 1996 Атланта                   | США                                            | Россия                                         | Германия                                       | зачёт                                          |
| XXVII           | 2000 Сидней                    | США                                            | Россия                                         | Китай                                          | зачёт                                          |
| XXVIII          | 2004 Афины                     | США                                            | Китай                                          | Россия                                         | зачёт                                          |
| XXIX            | 2008 Пекин                     | Китай                                          | США                                            | Россия                                         | зачёт                                          |
| XXX             | 2012 Лондон                    | США                                            | Китай                                          | Великобритания                                 | зачёт                                          |
| XXXI            | 2016 Рио-де-Жанейро            | США                                            | Великобритания                                 | Китай                                          |                                                |
| XXXII           | 2020                           | Перенесены на 2021 год из-за пандемии COVID-19 | Перенесены на 2021 год из-за пандемии COVID-19 | Перенесены на 2021 год из-за пандемии COVID-19 | Перенесены на 2021 год из-за пандемии COVID-19 |
| XXXII           | 2021 Токио                     | США                                            | Китай                                          | Япония                                         |                                                |
| XXXIII          | 2024 Париж                     | США                                            | Китай                                          | Япония                                         |                                                |
| XXXIV           | 2028 Лос-Анджелес              |                                                |                                                |                                                |                                                |
| XXXV            | 2032 Брисбен                   |                                                |                                                |                                                |                                                |

### Призёры зимних Олимпийских игр в общекомандном зачёте
| Номер ОИ | Место проведения              | Год проведения | 1-е место                           | 2-е место                           | 3-е место                           |
| I        | Шамони                        | 1924           | Норвегия                            | Финляндия                           | Австрия                             |
| II       | Санкт-Мориц                   | 1928           | Норвегия                            | США                                 | Швеция                              |
| III      | Лейк-Плэсид                   | 1932           | США                                 | Норвегия                            | Швеция                              |
| IV       | Гармиш-Партенкирхен           | 1936           | Норвегия                            | Германия                            | Швеция                              |
| -        | Санкт-Мориц (до 1937) Саппоро | 1940           | Отменены из-за Второй мировой войны | Отменены из-за Второй мировой войны | Отменены из-за Второй мировой войны |
| -        | Кортина-д'Ампеццо             | 1944           | Отменены из-за Второй мировой войны | Отменены из-за Второй мировой войны | Отменены из-за Второй мировой войны |
| V        | Санкт-Мориц                   | 1948           | Норвегия                            | Швеция                              | Швейцария                           |
| VI       | Осло                          | 1952           | Норвегия                            | США                                 | Финляндия                           |
| VII      | Кортина-д'Ампеццо             | 1956           | СССР                                | Австрия                             | Финляндия                           |
| VIII     | Скво-Вэлли                    | 1960           | СССР                                | Объединённая германская команда     | США                                 |
| IX       | Инсбрук                       | 1964           | СССР                                | Австрия                             | Норвегия                            |
| X        | Гренобль                      | 1968           | Норвегия                            | СССР                                | Франция                             |
| XI       | Саппоро                       | 1972           | СССР                                | ГДР                                 | Швейцария                           |
| XII      | Инсбрук                       | 1976           | СССР                                | ГДР                                 | США                                 |
| XIII     | Лейк-Плэсид                   | 1980           | СССР                                | ГДР                                 | США                                 |
| XIV      | Сараево                       | 1984           | ГДР                                 | СССР                                | США                                 |
| XV       | Калгари                       | 1988           | СССР                                | ГДР                                 | Швейцария                           |
| XVI      | Альбервиль                    | 1992           | Германия                            | Объединённая команда                | Норвегия                            |
| XVII     | Лиллехаммер                   | 1994           | Россия                              | Норвегия                            | Германия                            |
| XVIII    | Нагано                        | 1998           | Германия                            | Норвегия                            | Россия                              |
| XIX      | Солт-Лейк-Сити                | 2002           | Норвегия                            | Германия                            | США                                 |
| XX       | Турин                         | 2006           | Германия                            | США                                 | Австрия                             |
| XXI      | Ванкувер                      | 2010           | Канада                              | Германия                            | США                                 |
| XXII     | Сочи                          | 2014           | Россия                              | Норвегия                            | Канада                              |
| XXIII    | Пхёнчхан                      | 2018           | Норвегия                            | Германия                            | Канада                              |
| XXIV     | Пекин                         | 2022           | Норвегия                            | Германия                            | США                                 |
| XXV      | Милан, Кортина-д'Ампеццо      | 2026           |                                     |                                     |                                     |
| XXVI     | Французские Альпы             | 2030           |                                     |                                     |                                     |
| XXVII    | Солт-Лейк-Сити                | 2034           |                                     |                                     |                                     |

Звание олимпийского чемпиона является наиболее почётным и желанным в карьере спортсмена в тех видах спорта, по которым проводятся олимпийские турниры. См. Олимпийские виды спорта. Исключением являются футбол, бейсбол, и др. игровые виды спорта, проходящие на открытых площадках, так как участие в них принимают либо молодёжные команды (футбол — до 23 лет), либо из-за плотного игрового графика приезжают не самые сильные игроки.
СССР участвовал в летних Играх начиная с Олимпиады-1952 в Хельсинки, в зимних — с Олимпиады-1956 в Кортина-д'Ампеццо. После распада СССР на зимней Олимпиаде-1992 в Альбервиле и летней Олимпиаде-1992 в Барселоне спортсмены стран СНГ, в том числе России, участвовали в объединённой команде под общим флагом, а начиная с зимней Олимпиады-1994 в Лиллехаммере — в отдельных командах под собственными флагами.
Ряд Игр проходил с бойкотом Олимпиад по политическим и другим протестным причинам. Особенно массовым был бойкот летних Олимпиады-1976 в Монреале (со стороны африканских стран; Игры бойкотировали 24 страны), Олимпиады-1980 в Москве (со стороны стран Запада; Игры бойкотировали 65 стран) и Олимпиады-1984 в Лос-Анджелесе (со стороны стран социалистического лагеря; Игры бойкотировали 18 стран). Всего за историю Олимпиады с 1896 года произошло девять случаев недопуска и 124 случая бойкота стран.

### Любительский дух
Изначально Кубертен хотел сделать Олимпийские игры любительским соревнованием, в котором нет места профессионалам, занимающимся спортом за деньги. Считали, что получающие деньги за занятие спортом имеют нечестное преимущество перед теми, кто практикует спорт как хобби. Не допускали даже тренеров и тех, кто получал денежные призы за участие. В частности, Джим Торп в 1913 году был лишён медалей — обнаружили, что он полупрофессионально играл в бейсбол.
В странах социалистического блока спортсмены высшего уровня считались любителями, но посвящали тренировкам всё своё «рабочее» время и по сути ничем не отличались от профессионалов. Это давало им определённое преимущество. В хоккее ситуация дошла до такой степени, что Канада бойкотировала Олимпийские турниры 1972 и 1976 годов, поскольку сборную СССР комплектовали из очевидных профессионалов, а за канадцев могли выступать лишь реальные любители (чаще всего студенты).

### Организация и финансирование
Организацию и финансирование Олимпийских игр осуществляет Организационный комитет, созданный в стране проведения игр. Оргкомитет по масштабам деятельности и сложности решаемых вопросов напоминает центральный аппарат управления довольно крупной корпорации. Объём его документооборота иллюстрирует число в 184 тыс. документов, прошедших через компьютерную систему Оргкомитета «Сочи 2014» только в 2013 году. МОК тщательно инспектирует деятельность оргкомитетов, требует соблюдения высоких стандартов управления, снабжает оргкомитеты подробной документацией о том, как управлять процессом подготовки игр, и организует обучение менеджеров. Для подготовки Олимпийских игр 2012 года использовались 33 пособия, содержавших свыше 7 тыс. страниц информации по всем аспектам организации мероприятия. В процессе подготовки игр оргкомитет составляет подробные планы и посылает в МОК регулярные отчёты, что позволяет МОК отслеживать процесс подготовки и оперативно оказывать консультационную помощь при возникновении проблем. Одновременно разработана система передачи управленческого опыта от «старых» оргкомитетов к «новым».
Основная часть коммерческих доходов от проведения игр (прежде всего средства крупнейших спонсоров маркетинговой программы МОК и доходы от телетрансляций) поступают Международному олимпийскому комитету. В свою очередь, МОК половину этих средств направляет организационным комитетам игр, а половину использует на свои нужды и развитие олимпийского движения. Организационный комитет получает также 95 % поступлений от продаж билетов. Но основная часть финансирования в последние десятилетия ложится, как правило, на государственные источники, причём наибольшие затраты приходятся не на проведение игр, а на развитие инфраструктуры. Так, основная часть затрат при проведении Олимпийских игр в Лондоне в 2012 г. пришлась на реконструкцию районов, прилегающих к олимпийскому парку.
| Летние игры                  | Общая сумма затрат на летние игры                                   |  | Зимние игры                  | Общая сумма затрат на зимние игры |
| ---------------------------- | ------------------------------------------------------------------- |  | ---------------------------- | --------------------------------- |
| Игры в Сеуле (1988)          | более 4 млрд долл.                                                  |  |                              |                                   |
| Игры в Барселоне (1992)      | до 7 млрд долл.                                                     |  |                              |                                   |
| Игры в Атланте (1996)        | 1,7 млрд долл.                                                      |  |                              |                                   |
| Игры в Сиднее (2000)         | 6,5 млрд австралийских долл. (3,8 млрд $US)                         |  | Игры в Солт-Лейк-Сити (2002) | 2,1-2,2 млрд долл.                |
| Игры в Афинах (2004)         | 13 млрд евро                                                        |  | Игры в Турине (2006)         | 2,7 млрд евро                     |
| Игры в Пекине (2008)         | 20-44 млрд долл. (в зависимости от включения тех или иных объектов) |  | Игры в Ванкувере (2010)      | 3,4 млрд долл.                    |
| Игры в Лондоне (2012)        | 16,6-37 млрд долл.                                                  |  | Игры в Сочи (2014)           | свыше 50 млрд долл.               |
| Игры в Рио-де-Жанейро (2016) | 11-20 млрд долл.                                                    |  | Игры в Пхёнчхане (2018)      | 12,9 млрд долл.                   |
| Игры в Токио (2021)          | 12,9 млрд долл.                                                     |  | Игры в Пекине (2022)         | 38,5 млрд долл.                   |

Затраты на летние Олимпийские игры, как правило, превышают расходы на зимние ввиду меньших масштабов последних. Сравнение затрат на разные игры также затруднено из-за различий методик подсчёта расходов (например, затраты на игры в Сочи не включают расходы на безопасность, а на играх в Афинах они превысили 1,4 млрд $; расходы на игры в Пекине оцениваются по-разному с учётом или без учёта строительства веток метрополитена). В ряде случаев итоговые затраты превышали планируемые в несколько раз. Полученные доходы также сложно точно подсчитать из-за трудностей учёта прибыли коммерческих структур.
Согласно спортивному экономисту Эндрю Цымбалисту, проведшему анализ вклада Олимпийских игр и чемпионатов мира по футболу в экономику принимающих стран, «в подавляющем большинстве случаев итоговый результат — это отсутствие позитивного эффекта». Из 26 проанализированных случаев в 16 не наблюдалось статистически различимого эффекта, в трёх зафиксировано негативное влияние, в семи — скромное положительное, но даже оно должно быть скорректировано согласно суммам государственных затрат.

### Места проведения
Город, где пройдут очередные Олимпийские игры, определяется на специальной сессии МОК не менее, чем за 7 лет до даты проведения соответствующих Игр. Город выбирается из нескольких городов-кандидатов, подавших для этого официальные заявки. Определение происходит путём прямого тайного голосования членами МОК, кроме представителей стран-кандидатов и президента МОК.
Как правило, на момент проведения окончательного голосования в списке кандидатов остаётся не более пяти городов, список которых определяется рейтинговым голосованием членов МОК, проводящимся годом ранее. Победитель должен набрать больше половины голосов. Если в первом туре не удаётся выявить победителя, проводятся второй и последующие туры. При этом после каждого тура из борьбы выбывает кандидат, набравший наименьшее количество голосов. Тогда члены МОК от этой страны в следующих турах уже принимают участие.
Право проведения Игр является очень престижным и почётным. По этой причине кандидаты ведут активную борьбу за победу, стараясь представить свою заявку в наиболее выгодном свете, доказать, что именно их заявка лучшая. Для этого каждый город-кандидат представляет на суд членов МОК т. н. «Заявочную книгу», в которой изложены все детали проекта Игр в этом городе, а также готовят специальную презентацию своей заявки. Приём заявок на проведение Игр начинается за 10 лет до даты их проведения, заканчивается за 9 лет, список финалистов определяется за 8 лет, и наконец за 7 лет определяется место проведения.
Наибольшее число раз Олимпийские игры проходили в США — 8 раз (4 раза — летние и 4 раза — зимние). Во Франции — 6 раз (3/3), в Великобритании — 3 раза (3/0), Германии — 3 раза (2/1), в Японии — 4 раза (2/2), в Италии, Канаде — 3 раза (1/2), в Греции и Австралии дважды проводились летние игры, в Австрии, Швейцарии и Норвегии дважды проводились зимние игры. Швеция, Бельгия, Нидерланды, Финляндия, СССР, Мексика, Южная Корея, Испания, Китай и Бразилия один раз принимали летние игры, в Южной Корее и Китае также проводились зимние игры. Югославия (Босния и Герцеговина) и Россия один раз принимали зимние игры. Всего 23 страны получали право проведения Олимпиад. При этом летние проводились в 19 странах, зимние — в 12.
Среди городов лидерство по количеству Олимпиад держат Лондон и Париж — три раза. Дважды Игры проходили в Лос-Анджелесе, Афинах, Токио — летние, в Санкт-Морице, Инсбруке, Лейк-Плэсиде — зимние. В Пекине проведены как летние, так и зимние Олимпийские игры. Всего Олимпиаду принимали 43 города (летние — 23, зимние — 21).
В СССР прошли одни Олимпийские игры — XXII Летняя Олимпиада в Москве в 1980 году, после неудачной заявки на летние Игры 1976 года. В постсоветской России Москва безуспешно претендовала на Летнюю Олимпиаду-2012, а Сочи получил право на проведение XXII Зимней Олимпиады-2014.
Всего в социалистических странах Олимпиады проходили четыре раза: СССР — летние (1980), Югославия — зимние (1984), Китайская Народная Республика — летние (2008) и зимние (2022).
 Отменённые Игры
 Перенесённые Игры
 Бойкотированные Игры
 Будущие Игры
(1) — количество Игр, прошедших в тех же городе / стране.
|             | Летние Олимпийские игры | Летние Олимпийские игры | Летние Олимпийские игры     | Зимние Олимпийские игры | Зимние Олимпийские игры                     | Зимние Олимпийские игры       |
| Год         |                         | Город                   | Страна                      |                         | Город                                       | Страна                        |
| ----------- | ----------------------- | ----------------------- | --------------------------- | ----------------------- | ------------------------------------------- | ----------------------------- |
| 1896        | I                       | Афины (1)               | Греция (1)                  |                         |                                             |                               |
| 1900        | II                      | Париж (1)               | Франция (1)                 |                         |                                             |                               |
| 1904        | III                     | Чикаго → Сент-Луис (1)  | США (1)                     |                         |                                             |                               |
| 1906        | Внеоче- редные          | Афины                   | Греция                      |                         |                                             |                               |
| 1908        | IV                      | Рим → Лондон (1)        | Италия → Великобритания (1) |                         |                                             |                               |
| 1912        | V                       | Стокгольм (1)           | Швеция (1)                  |                         |                                             |                               |
| 1916        | VI                      | Берлин                  | Германия                    |                         |                                             |                               |
| 1920        | VII                     | Антверпен (1)           | Бельгия (1)                 |                         |                                             |                               |
| 1924        | VIII                    | Париж (2)               | Франция (2)                 | I                       | Шамони (1)                                  | Франция (1)                   |
| 1928        | IX                      | Амстердам (1)           | Нидерланды (1)              | II                      | Санкт-Мориц (1)                             | Швейцария (1)                 |
| 1932        | X                       | Лос-Анджелес (1)        | США (2)                     | III                     | Лейк-Плэсид (1)                             | США (1)                       |
| 1936        | XI                      | Берлин (1)              | Германия (1)                | IV                      | Гармиш-Партенкирхен (1)                     | Германия (1)                  |
| 1940        | XII                     | Токио → Хельсинки       | Япония → Финляндия          | (V)                     | Саппоро → Санкт-Мориц → Гармиш-Партенкирхен | Япония → Швейцария → Германия |
| 1944        | XIII                    | Лондон                  | Великобритания              | (V)                     | Кортина д'Ампеццо                           | Италия                        |
| 1948        | XIV                     | Лондон (2)              | Великобритания (2)          | V                       | Санкт-Мориц (2)                             | Швейцария (2)                 |
| 1952        | XV                      | Хельсинки (1)           | Финляндия (1)               | VI                      | Осло (1)                                    | Норвегия (1)                  |
| 1956        | XVI                     | Мельбурн (1)            | Австралия (1)               | VII                     | Кортина д'Ампеццо (1)                       | Италия (1)                    |
| 1960        | XVII                    | Рим (1)                 | Италия (1)                  | VIII                    | Скво-Велли (1)                              | США (2)                       |
| 1964        | XVIII                   | Токио (1)               | Япония (1)                  | IX                      | Инсбрук (1)                                 | Австрия (1)                   |
| 1968        | XIX                     | Мехико (1)              | Мексика (1)                 | X                       | Гренобль (1)                                | Франция (2)                   |
| 1972        | XX                      | Мюнхен (1)              | ФРГ (2)                     | XI                      | Саппоро (1)                                 | Япония (1)                    |
| 1976        | XXI                     | Монреаль (1)            | Канада (1)                  | XII                     | Денвер → Инсбрук (2)                        | США → Австрия (2)             |
| 1980        | XXII                    | Москва (1)              | СССР (1)                    | XIII                    | Лейк-Плэсид (2)                             | США (3)                       |
| 1984        | XXIII                   | Лос-Анджелес (2)        | США (3)                     | XIV                     | Сараево (1)                                 | Югославия (1)                 |
| 1988        | XXIV                    | Сеул (1)                | Республика Корея (1)        | XV                      | Калгари (1)                                 | Канада (1)                    |
| 1992        | XXV                     | Барселона (1)           | Испания (1)                 | XVI                     | Альбервиль (1)                              | Франция (3)                   |
| 1994        |                         |                         |                             | XVII                    | Лиллехаммер (1)                             | Норвегия (2)                  |
| 1996        | XXVI                    | Атланта (1)             | США (4)                     |                         |                                             |                               |
| 1998        |                         |                         |                             | XVIII                   | Нагано (1)                                  | Япония (2)                    |
| 2000        | XXVII                   | Сидней (1)              | Австралия (2)               |                         |                                             |                               |
| 2002        |                         |                         |                             | XIX                     | Солт-Лейк-Сити (1)                          | США (4)                       |
| 2004        | XXVIII                  | Афины (2)               | Греция (2)                  |                         |                                             |                               |
| 2006        |                         |                         |                             | XX                      | Турин (1)                                   | Италия (2)                    |
| 2008        | XXIX                    | Пекин (1)               | КНР (1)                     |                         |                                             |                               |
| 2010        |                         |                         |                             | XXI                     | Ванкувер (1)                                | Канада (2)                    |
| 2012        | XXX                     | Лондон (3)              | Великобритания (3)          |                         |                                             |                               |
| 2014        |                         |                         |                             | XXII                    | Сочи (1)                                    | Россия (1)                    |
| 2016        | XXXI                    | Рио-де-Жанейро (1)      | Бразилия (1)                |                         |                                             |                               |
| 2018        |                         |                         |                             | XXIII                   | Пхёнчхан (1)                                | Республика Корея (1)          |
| 2020 → 2021 | XXXII                   | Токио (2)               | Япония (2)                  |                         |                                             |                               |
| 2022        |                         |                         |                             | XXIV                    | Пекин (1)                                   | КНР (1)                       |
| 2024        | XXXIII                  | Париж (3)               | Франция (3)                 |                         |                                             |                               |
| 2026        |                         |                         |                             | XXV                     | Милан (1) и Кортина-д’Ампеццо (2)           | Италия (3)                    |
| 2028        | XXXIV                   | Лос-Анджелес (3)        | США (5)                     |                         |                                             |                               |
| 2030        |                         |                         |                             | XXVI                    | Французские Альпы (1)                       | Франция (4)                   |
| 2032        | XXXV                    | Брисбен (1)             | Австралия (3)               |                         |                                             |                               |
| 2034        |                         |                         |                             | XXVII                   | Солт-Лейк-Сити (2)                          | США (5)                       |

## Региональные игры
- Летние Азиатские игры
- Африканские игры
- Европейские игры
- Северные игры
- Панамериканские игры
- Арабские игры